# Мартовски преговори
Мартовски преговори из 1943. године су једна од највећих контроверзи Другог светског рата на тлу Југославије. Вођени су између представника НОВЈ и немачких заповедника у НДХ, а десили су се за време битке на Неретви. Партизани су желели ове преговоре да одложе нападе немачких снага док су прелазили реку Неретву и да се усредсреде на борбу против њима ривалског четничког покрета Драгољуба Михаиловића. Преговоре је пратило незванично примирје које је трајало око 6 недеља, али је прекинуто наређењима Адолфа Хитлера. Размене заробљеника, које су се догађале између Немаца и партизана већ неколико месеци раније, настављене су крајем 1943. и трајале су до краја рата.

## Позадина

### Прве размене заробљеника
У августу 1942, за време похода пролетерских бригада кроз НДХ у Босанску крајину, партизани су код Ливна заробили групу од осам Немаца из цивилне и војне инжењерске организације Тот. Вођа групе заробљеника је био рударски инжењер Ханс От, који је истовремено био официр Абвера, обавештајне службе Вермахта. Заробљена група је тражила нове изворе метала и дрва за Немце, али От је добио задатак од Абвера да ступи у контакт са партизанима. После заробљавања, От је тврдио да има да пренесе важну поруку за партизански штаб, и након што је ово испуњено, предложио је партизанима да буде размењен за партизане које су Немци држали у затвору у Загребу. По тој основи, От је послат у Загреб,  где је срео са немачким војним изаслаником генерал-пуковником Едмундом Глез фон Хорстенауом. Саветовао је Глез фон Хорстенауу да је Тито вољан да размени осам Немаца за десет партизана које су држали Немци, Италијани и власти НДХ. Глез фон Хорстенау је контактирао команданта италијанске 2. армије, генерала Марија Роату, који је држао у заробљеништву највише идентификованих заробљених партизана. Немачки амбасадор у НДХ, СА-обергрупенфирер Зигфрид Каше је послао телеграм министарству спољних послова Рајха предлажући му размену и затражио од министарства да посредује код Италијана. Бивши амерички дипломата Волтер Робертс сматра да је Абвер имао више на уму од размене затвореника када је дао Оту задатак да ступи у везу са партизанима, иако се број Немаца у партизанском заробљеништву повећавао, па ово чини да су вероватнији били споразуми о размени заробљеника. Ове споразуме је у почетку извршавао Маријан Стилиновић у име Врховног штаба НОВЈ. Размена заробљеника је била извршена у подручју између Дувна и Ливна, где је 38 партизана и њихових чланова породица размењено за једног вишег немачког официра заробљеног у бици за Ливно децембра 1942.
Настављени преговори између немачких и партизанских штабова за исход су имало још једне преговоре код Ливна 17. новембра 1942. о размени заробљеника и признавању партизанима статуса зараћене стране. Друге преговоре су водили Владимир Велебит и Стилиновић,, а От је био укључен са немачке стране. Партизанска страна је тражила признавање статуса зараћене стране, што су Немци од самог почетка устанка одбијали и партизане сматрали бандитима према којима не важе одредбе међународног права о статусу ратних заробљеника, па би их обично стрељали. Са друге стране партизани су често пуштали заробљене војнике, као нпр. 300 заробљених Немаца након повлачења из Ужица или око 120 италијанских војника остављених на Романији почетком 1942. На дан друге размене заробљеника, партизани су дали писмо адресирано на Глеза фон Хорстенауа у коме су објашњавали да су партизани „независна војска са војничком дисциплином и нису скуп банди”, и предложили „узајамну примену закона међународног права, посебно у погледу заробљеника и рањеника, редовне размене заробљеника и неку врсту примирја између две стране”. Глез фон Хорстенау, Каше и други су желели да наставе са разменама заробљеника као начин добијања информација и желели су да постигну modus vivendi са партизанима како би Немци несметано експлоатисали рудне ресурсе НДХ. Међутим, Адолф Хитлер и министар спољних послова Јоахим фон Рибентроп су се противили склапању било каквог споразума са партизанима, јер су се плашили да ће то партизанима дати статус редовне зараћене стране. Као резултат Хитлеровог противљења, на овај партизански предлог није одговорено. Тако су се ови преговори завршили неуспешно, али је ипак до размене заробљеника дошло 21. новембра.

### Планови партизанског штаба
Циљ партизана је био пробој из западне Босне у јужну Србију где је постојала ослобођена територија.
Пробој партизана ка Санџаку би их одвео даље од комуникација и привредних објеката важних за Немце. Идеју о неутралној зони у којој партизани не би могли угрожавати немачке интересе, а Немци их заузврат не би нападали потицала је од генерала Хорстенауа.

### Могућност англо-америчког искрцавања
Због осовинске катастрофе код Стаљинграда и извесним поразом на Северноафричком фронту, све је било извесније отварање другог фронта у Европи. Значај југословенског ратишта је порастао како силе Осовине нису знале где тачно да очекују искрцавање Англо-Американаца. Немачки генерали Глез фон Хорстенау, Бадер и Лер су предлагали војнички и дипломатски приступ пацификовању устанка у НДХ, док је Хитлер инсистирао на чисто војничком приступу и његово мишљење је превагнуло. Стога су силе Осовине приступиле изради плана за операцију Вајс. Одлучено је да у јануару 1943. удружено немачко-домобранско-усташке и италијанско-четничке јединице почну офанзиву против Бихаћке републике. Прва фаза операције названа Вајс I би нападала северозападни део Бихаћке републике, а друга фаза Вајс II. Немци су из Рајха пребацили две, а из окупиране Србије три дивизије, међу којима и 7. СС дивизију Принц Еуген.
У време док је беснела осовинска операција Вајс, очекивало се и искрцавање Енглеза на јадранској обали. Партизани се томе нису радовали, јер су стрепели да ће циљ евентуалног британског искрцавања у Југославији бити не само потискивање Немаца него и уништење партизанског покрета, уз помоћ четника. Још у јесен 1941. године, када је избио четничко-партизански сукоб, Уједињено Краљевство је подржало владу у егзилу и четнике. Међу партизанима је првих година рата настала страховита мржња на Енглезе, што се огледа и у једној од песама: „Партизани, спремите митраљезе да чекамо краља и Енглезе”. Коча Поповић је у свом дневнику писао да „после Немачке, друго место у нашој мржњи заузима Енглеска”, јер је „учинила је све да изазове грађански рат у Југославији, и да се народноослободилачки покрет не одржи”.

### Операција Вајс
Прва етапа операције Вајс, операција Вајс I, започета је 20. јануара 1943. нападом на Бихаћ, који је пао после седам дана. Врховни штаб и партизанске јединице повлачили су се према Дрвару. Циљ Врховног штаба је био да се партизани пробију из западне Босне у Србију. Њихову покретљивост битно су умањивали присуство великог броја избеглица и рањеница. Тих дана Тито је слао поруке Коминтерни тражећи да СССР војно помогне НОВЈ, али је добио одговоре да то није могуће због велике удаљености и логистичких проблема.
Друга етапа операције Вајс, операција Вајс II, изведена је у простору од Динаре до горњег тока Врбаса, углавном у долини Неретве. Врховни штаб и група дивизија скупа са избеглицама и рањеницима нашли су се у обручу. Маневрима и борбама успевали су да избегну уништење. Крајем фебруара није успео напад Прве пролетерске дивизије на Коњиц, који су браниле четничко-италијанске-немачке снаге. На јужнијем фронту, партизани су имали више успеха пошто су према Мостару одбацили четничко-италијанске снаге. Партизани су се и даље налазили у тешкој ситуацији, пошто су са севера на правцу Горњи Вакуф-Прозор надирале немачко-усташке снаге, са југа је и даље претиле четничко-италијанске снаге, а партизани су са собом водили више хиљада рањеника. У таквој ситуацији Врховни штаб је на састанку у селу Грачаница наредио да на немачко-усташке снаге изврши противудар да се олакша притисак на партизане. Током офанзиве, Врховни штаб је покушавао да добије на времену да пређу Неретву. Један од начина којим су покушали да добију на времену било је ступање у преговоре са Немцима.
Партизани су 4. марта 1943, у јеку најжешћих борби, заробили немачког мајора Артура Штрекера, команданта 3. батаљона 738. пука, и око 25 војника, које у придодали групи од око 100 домобрана, 15 италијанских официра и 600 војника које су већ држали као ратне заробљенике. Штрекер је до тада био највиши официр ког су заробили партизани. Штрекер је доведен у Врховни штаб на испитивање, али није дао никакве податке. Пошто су се у то време партизани нашли у тешком положају и требало је да добију у времену за прелаз преко Неретве, одлучили су да то искористе за преговоре са Немцима о размени заробљеника и признавању партизанима статуса зараћене стране, не би ли тако бар накратко немачки притисак попустио. Због очајнички тешке ситуације у овој фази операције Вајс I, одлучили су да искористе скоро заробљеног немачког официра да почну преговоре. По оцени Врховног штаба, сада је наступио тренутак да се покуша обнова преговора, како би се извукло око 4.000 рањеника из околине Прозора. Након више од месец дана константних борби рачунало се да ће и немачка страна бити заинтересована за примирје док трају преговори. Немачки историчари Ладислаус Хори и Мартин Бросат су закључили да је у овом критичном тренутку Тито био забринут да ће до краја рата истрошеност његових партизанских снага бити толика да ће Михаиловићеви четници бити јачи. Они заступају став да је Тито био вољан да уговори примирје са Немцима како би уништио четнике. Титов циљ је био да привидним уступцима увери Немце да партизани неће дејствовати северно од демаркационе линије, па би Оперативна група дивизија ослобођена немачког притиска могла да нападне четнике у италијанској зони на левој обали Неретве и пробије се према Србији. Да би заварали Немце партизани су зауставили своју противнапад од Горњег Вакуфа.
Штрекеру је понуђено да напише писмо за генерала Хорстенауа о партизанској понуди за размени заробљеника и започињању преговора, што је Штрекер одмах прихватио због шанси да он буде ослобођен у тој размени. То писмо је 5. марта стигло у штаб 717. дивизије у Бугојно, одакле је прослеђено у штаб команданта немачких трупа у Хрватској генералу Рудолфу Литерсу у Славонски Брод, а он је даље проследио писмо генералу Хорстенау у Загреб. Хорстенау је што због размене заробљеника, што због жеље да оствари контакт са партизанским Врховним штабом, 9. марта обавестио Литерса да организује састанак са партизанском делегацијом. Литерс је за датум и место састанка са партизанском делегацијом одредио 12. март у штабу 717. дивизије у Бугојну.
Тито је 8. марта, у случају немачког позитивног одговора, одредио састав делегације. Сматрао је да би на преговоре требало да иде Коча Поповић, командант Прве пролетерске дивизије чији је идентитет Немцима био познат. За друга два члана делегације били су Милован Ђилас (под псеудонимом Милош Марковић), члан Врховног штаба НОВЈ и Политбироа ЦК КПЈ, и Владимир Велебит (под псеудонимом Владимир Петровић), који је раније већ учествовао у преговорима о размени заробљеника. Осим тога, Велебитов отац је био аустроугарски официр, па је Велебит савршено говорио немачки језик. Немачки одговор је стигао у партизански Врховни штаб 10. марта. Овлашћење преговарачима потписао в. д. начелника Врховног штаба Велимир Терзић, пошто се Арсо Јовановић у том тренутку налазио у мисији у Словенији. Партизани су за ослобађање мајора Штрекера тражили ослобађање Ивана Маринковића, члана ЦК КП Хрватске.
У међувремену, након противудара код Горњег Вакуфа, партизани су наступили ка Неретви. Ноћу 6/7. марта 2. далматинска и 2. пролетерска пребациле су се преко реке, разбиле 2. дурмиторску четничку бригаду која је држала тај сектор, и успоставиле мостобран. Партизани су током битке на Неретви разбили главнину четничких снага у источној Херцеговини.

## Ток преговора

### Прелиминарни преговори у Горњем Вакуфу
Избијањем на обалу Неретве 10. марта Немци су окончали операцију Вајс, што партизанима није било познато. Партизани су сматрали да им и даље прети опасност од 717. и 718. дивизије. Заправо, задатак ових дивизија је било да спрече пробој партизана на север у немачку окупациону зону.
Партизанска делегација је кренула на преговоре 11. марта са истакнутом белом заставом. Кренувши дан раније надали су да ће раније почети са преговорима. У Прозору их је зауставила група немачких војника који нису били упознати са договором о преговорима. Немачки војници су разоружали и фотографисали партизанску делегацију, упркос њиховом одбијању. Затим су емисари аутомобилима одведени у Горњи Вакуф, где се тад налазио штаб 717. немачке дивизије. Немце су представљали генерал-лајтнант Бенигнус Диполд, командант 717. дивизије, један млађи официр и један представник Хитлерјугенда.
Велебит је Диполду представио тачке о којима је дошао да преговара: 1) размена заробљеника, 2) о примени међународног права и 3) обустави непријатељства. Међутим, генерал Диполд је партизанским емисарима рекао да он нема овлашћења да преговара са њима и одбио је да изда наредбу о прекиду борбе, пошто као војник има стриктна наређења која мора да постигне. Упутио их је на своје надређене у Сарајеву и Загребу и затражио да партизани писмено наведу тачке о којима ће се преговарати и које ће он проследити вишој команди. Тиме су прелиминарни преговори у Горњем Вакуфу били завршени.
Партизански делегати су у писменој изјави истакли неколико захтева:
- назначили које људе нуде а које желе добити у замену, нагласивши да желе да изврше размену што је пре могуће;
- рекли су да ће у случају да Немци прихвате партизански захтев, нарочито у погледу рањених и заробљених, да ће партизани узвратити истом мером;
- да у садашњој ситуацији нема разлога због којег би немачки Вермахт вршио ратне акције против Народноослободилачке војске Југославије, поготово у светлу положаја, непријатеља и интереса обе стране — према томе, било би у интересу обе стране кад би непријатељства престала. У вези с тим, немачка команда и ова делегација треба да одреде своје предлоге који се тичу евентуалне зоне и наведу циљеве економских и других интереса.
- да Народноослободилачка војска Југославије сматра четнике главним непријатељима.;
- предложили су примирје за време трајања преговора
- да ће сваки евентуални трајнији споразум регулисати више команде.

Партизански делегати су немачким представницима напоменули да би они, за разлику од четника, напали и Британце ако би се ови искрцали на југословенско тло и покушали да их разоружају или ставе под команду Драгољуба Михаиловића. После преговора партизанска делегација је остала у Горњем Вакуфу да чека немачки одговор на писмени предлог. Немачке команде су у Сарајеву, Загребу, Бечу и Берлину су истог дана обавештене о доласку партизанске делегације. Генерали Литерс и Лер су одбили да обуставе непријатељства и изјаснили се ненадлежним за преговоре. Са друге стране генерал Глез фон Хорстенау је предузео мере да пронађе Маринковића. Међутим, Маринковић није пронађен јер је у извештају са састанка у Горњем Вакуфу његово презиме погрешно било написано и усташе су га убиле 14. априла. Како до 14. марта партизанској делегацији није саопштен немачки одговор, Коча Поповић је одлучио да се врати у своју дивизију и немачким аутомобилом је одвезен до линије фронта између Раме и Јабланице.

### Преговори у Сарајеву и ослобађање немачких заробљеника
Последњи партизански рањеници су прешли Неретву између 14. и 15. марта. Поповић је у Врховни штаб, који се тад налазио код Борачког језера, стигао 16. марта. Из Поповићевог извештаја Титу и Ранковићу није се могло закључити да ли ће немачка страна прихватити преговоре. Тито је био уверен да ће Немци прећи Неретву, али до тога није дошло јер су се Немци почели прегруписавати како би спречили повратак партизана у немачку окупациону зону.
Немци су сматрали да су избијањем на Неретву и запоседањем рудника боксита код Мостара поразили главнину партизана и испунили свој примарни циљ. Међутим, мучили су их партизански активности у другим деловима немачке окупационе зоне, првенствено дуж железничке пруге Београд-Загреб и у источној Босни. Због тога, као и због даљих преговора о размени заробљеника, су 14. марта одвели Ђиласа и Велебита у Сарајево. Сутрадан су њих двојица имали састанак који се тицао размене заробљеника, ком је по налогу Хорстенауа и Кашеа присуствовао и Ханс От. Немачка страна је пристала на размену заробљеника, али је захтевала да се пре било каквих преговора прекину партизанске активности дуж пруге Београд-Загреб. Са друге стране, партизанска делегација је инсистирала да се то питање веже за признавање партизанима статуса зараћене стране. Разговор се на томе и зауставио. Ђилас је решио да се врати у Врховни штаб по нове инструкције.
Ђилас је 16. марта у пратњи једног немачког наредника аутом одвезен у Челебић. Партизанска јединица која је држала тај сектор, није била обавештена о Ђиласовом доласку и више пута је пуцала на њих. Ђилас и наредник су 17. марта стигли до Борачког језера. Немачки наредник је остао са немачким заробљеницима, док је Ђилас продужио у Врховни штаб. Ђилас је обавестио Тита о немачком захтеву да се обуставе партизанске акције у Славонији, али му је Тито одговорио да не може пристати ни на какав захтев док Немци не прекину непријатељства. Пошто га је Ђилас уверио да ће Немци испунити свој део погодбе о размени заробљеника, Тито је одлучио да пусти немачке заробљенике не чекајући Немце, као знак добре воље. Одлучено је да се преговори наставе, па је Ђилас отишао у Бијелу, да чека поруку од Велебита. Тамо су били прикупљени немачки заробљеници којима је исте вечери речено да ће бити ослобођени.
У међувремену, источно од Неретве, партизанска Главна оперативна група држала је иницијативу у својим рукама, гонећи четнике. Четничка команда покушавала је да заустави повлачење својих снага и заустави напредовање НОВЈ. До значајне битке дошло је код Главатичева 15/16. марта, где су прикупљене четничке снаге поново разбијене од стране јединица НОВЈ.
Истог дана када је Ђилас отишао из Сарајева, стигла је порука од Глеза фон Хорстенауа да партизанска делегација пређе у Загреб. Како је остао сам у Сарајеву, Велебит је пристао, надајући се да ће то убрзати преговоре. Са њим је у Загреб пошао и От. Велебит је 17. марта имао преговоре са Глезом фон Хорстенауом, а касније и са шефом италијанске војне мисије генералом Ђанкарлом Реом. Дозвољено му је да полуслободно шета Загребом и тада су Немци открили његов прави идентитет, па му је дозвољено да посети своју породицу. Ипак у свим немачким и италијанским извештајима, помиње се само његов псеудоним Петровић, па је могуће да је Хорстенау крио његов идентитет од Кашеа и усташа. Велебит је 18. марта заједно са Отом авионом враћен у Сарајево да обавести Врховни штаб да се преговори настављају.
О овим преговорима је немачки посланик у НДХ Зигфрид Каше 17. марта 1943. године обавестио своје министарство у Берлину. Пошто је примио Кашеов телеграм, Јоахим фон Рибентроп је у свом одговору од 19. марта изразио опрезност у намере партизана и упозорио га да као немачки дипломата не учествује у преговорима са „бандитима”.
Врховни штаб је 18. марта примио поруку од Велебита да се преговори настављају и Ђилас је у немачкој пратњи пошао за Сарајево. Успут су су се зауставили у Коњицу, где је партизанског делегата „Милоша Марковића” приметила група четника. О томе је Војислав Лукачевић, који се налазио у немачком штабу у Коњицу, је депешом обавестио Захарија Остојића и Михаиловића (који се 18. марта придружио Остојићу у Калиновику) да су партизани ступили у некакве преговоре са Немцима. Сутрадан су партизани ослободили прву групу немачких заробљеника.

### Преговори у Загребу
На састанцима у Загребу 23. и 24. марта Велебит и Ђилас су изјавили следеће: „…ми немамо никаквог разлога за ратовање против немачке војске, нити за изазивање штете немачким интересима у целој држави, било да су војне или економске природе. За то не захтевамо никакву противуслугу. Треба само да нам омогућите прилику да се боримо против четника и ми ћемо их ликвидирати”. Састанцима су присуствовали и представници власти НДХ, што су Ђилас и Велебит негирали у својим мемоарима.
После повратка из Загреба, Велебит је 31. марта обавестио Обавештајно одељење штаба 718. немачке дивизије у Сарајеву да је немачким представницима у Загребу рекао следеће: „Ми са нашим народноослободилачким покретом тежимо да створимо слободну Југославију у којој ће сва словенска племена имати сва права и у којој неће владати само Срби. Због тога у националном четничком покрету ми видимо нашег највећег и најопаснијег непријатеља пошто они теже да створе Велику Србију, а нас да истисну. Под таквим околностима ми немамо више никаквог повода да се боримо против немачке војске, нити да наносимо штете немачким интересима у целој земљи, били они војне или привредне природе. Треба нам само дати прилику да се боримо против четника да би их уништили”.
Каше је Берлину предложио склапање трајнијег споразума са партизанима. Ово је одбијено од претпостављених. На крају су заробљеници размењени, а размене су настављене скоро до краја рата.

## Примирје и последице
Тито је за време преговора издавао наређења својим јединицама да се обуставе акције против снага Немачке, Италије и НДХ, како би све своје снаге уперили против ЈВуО. Тако је Велебитов други одлазак на преговоре у Загреб искориштен и да се упути наређење 6. источнобосанској бригади, у којем је Иси Јовановићу забрањено било какво сукобљавање са Немцима. Наређење су потписали Тито, Ранковић и Жујовић, а упућено је по куриру Груји Сокнићу, који је требало заједно са Велебитом да оде у Сарајево, а потом немачким превозним средством уз њихову пратњу на територију Романије или Бирча. Слична наређења упућена су и команданту 1. босанског корпуса Кости Нађу, штабу 3. оперативне зоне Хрватске, команданту 1. пролетерске бригаде Данилу Лекићу и команданту 1. пролетерске дивизије Кочи Поповићу.

### Реакција Москве
Када је Тито обавестио генералног секретара Коминтерне Георги Димитрова о размени ратних заробљеника с Немцима, дошло је до драме. О томе је расправљала комисија коју су сачињавали Б. Н. Пономарјов, идеолог Коминтерне, Фирнбер, представник аустријске КП, Гемалндер, представник чешке КП, и Ђуро Салај, представник југословенске КП. Извршни комитет Комунистичке интернационале је 31. марта 1943. упутио Титу прекорни телеграм следеће садржине:
Тито је истог дана објаснио Москви разлоге преговора са Немцима око размене заробљеника. Телеграм је схватио као постојање „извјесног неповјерења и сумње према нашим акцијама”. Под тач. 4. свог одговора одбацио је да жели да се сретне са немачким представником у Загребу.
„Што њемачки представник у Загребу жели да говори са мном и поред свих свињарија које су написане у њемачким и хрватским новинама о мени - за то нико није крив, и значи да ја не желим с њим да разговарам, чак и не мислим на то“.
Закључио је да „прекоре ми нисмо заслужили и они су нам врло тешко пали”.
Многи истраживачи су на основу ових разговора закључили да је склопљено и неко време постојало примирје између Немаца и НОВЈ. На пример, Џон Крипс у свом познатом чланку наводи „много година касније постало је јасно да је постојало примирје између Немаца и партизана” Међутим, немачки војни документи говоре супротно. На пример, у извештају врховној команди Вермахта од 1. априла 1943. команда југоистока на 38 страна разлаже ток двомесечних операција против партизана, њихове позиције и намере, борбе између партизана и четника, сопствене позиције и намере. Извештава се о резултатима и обостраним губицима током двомесечних борби против партизана, о потреби трупа за одмором и сређивањем, планираном преформирању, о текућим акцијама против партизана које се од 20. марта воде у Славонији (Операција „Браун”) и Босанској крајини (Операција „Ото”), и о припремама за операцију „Шварц” са циљем разоружања четника и уништења партизана. У том извештају са јединог надлежног и меродавног места за тако нешто, било какав прекид непријатељстава или примирје се не спомиње ни једном речју.
У истом извештају команда Југоистока изражава своје убеђење да ће у случају искрцавања Савезника и НОВЈ, и ЈВуО ратовати против Немаца:
У случају искрцавања Савезника на Балкан са сигурношћу треба очекивати општи устанак уз учешће обеју непријатељских група. Изгледа да Михаиловић и Тито очекују такво искрцавање.

## Историографија
Појединости о Мартовским преговорима избиле су у ванјугословенској јавности релативно рано. Педесетих су их објавили Вилхелм Хетл (један од шефова немачке обавештајне службе за време Другог светског рата) у својој књизи „Тајни фронт” (Die Geheime Front) објављеној у Аустрији 1950. под псеудонимом Валтер Хаген, Рудолф Кислинг у својој књизи „Хрвати. Судбина једног јужнословенског народа” (Die Kroaten. Der Schickalsweg eines Sudslawenvolkes) објављеној 1956. и Стивен Клисолд у својој књизи „Вртлог. Приказ успона маршала Тита на власт” (Whirlwind. An Account of Marshal Tito’s Rise to Power) објављеној 1959.
Крајем шездесетих година приказали су их Илија Јукић на основу докумената из Министарства спољних послова (Pogledi na prošlost, sadašnjost i budućnost hrvatskog naroda, London 1965) и Иван Авакумовић на основу заплењених немачких војних докумената (Mihailović prema nemačkim dokumentima, London 1969). Амерички историчар Волтер Робертс је 1973. својом књигом Тито, Михаиловић и савезници 1941—1945 (Tito, Mihailović and the Allies, 1941—1945) изазвао дипломатски скандал. Дисидент Милован Ђилас у својој књизи „Ратно доба”, у издању Мартина Секера (Martin Secker, Warburg из Лондона, 1977) говори о партизанским и немачким документима који се односе на „мартовске преговоре”.
Мартовски преговори су у Југославији дуго година после Другог светског рата педесетих година 20. века били непознаница. Историчар Мишо Лековић је још 1967. добио од државе задатак да објави разговоре, али је то урадио тек после Титове смрти, тачније 1985, у књизи Мартовски преговори. Своје погледе на Мартовске преговоре дали су Коча Поповић 1989. у разговору с Александром Ненадовићем (Razgovori s Kočom, 2. izd, Zagreb) и Владимир Велебит у разговору са Миром Шувар (Vladimir Velebit, svjedok historije, Zagreb 2001) и у својој књизи Tajne i zamke Drugog svjetskog rata, Zagreb 2002.
Иако Мартовски преговори за последицу нису имали никакво заједничко садејство партизана и Немаца, нити су партизани добијали од окупаторских војски материјалну помоћ као што су четници, у емигрантским и ревизионистичким делима они се наводе као пример сарадње партизана са Немцима.